# Pardalaspinus bimaculatus
Pardalaspinus bimaculatus är en tvåvingeart som först beskrevs av Zia 1964.  Pardalaspinus bimaculatus ingår i släktet Pardalaspinus och familjen borrflugor. Inga underarter finns listade i Catalogue of Life.